# Making the Road
Making the Road è il terzo album della punk band giapponese Hi-Standard.

## Tracce
1. Turning Back
2. Standing Still
3. Teenagers Are All Assholes
4. Just Rock
5. Dear My Friends
6. Stay Gold
7. No Heroes
8. Glory
9. Please Please Please
10. Green Acres
11. Changes
12. Making The Road Blues
13. Crows
14. Tinkerbell Hates Goatees
15. Pentax
16. Nothing
17. Starry Night
18. Brand New Sunset

## Formazione
- Ken Yokohama – voce, chitarra
- Akihiro Nanba – voce, basso
- Akira Tsuneoka – batteria